# Brenna (twierdza słowiańska)

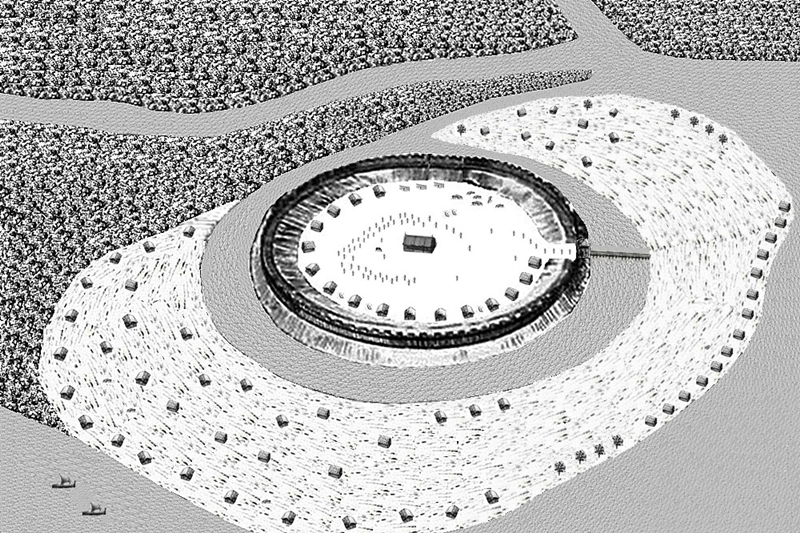
Graficzna rekonstrukcja grodu Brenny (ok. 1100 r.)

Brenna (później zwana także Brennabor, pol. hist. Branibór, niem. Brandenburg) – słowiańska twierdza nad Hawelą w dzisiejszej Brandenburgii, centralny gród plemienia Stodoran. Osada powstała w VIII wieku, w IX wieku została otoczona wałem, regularnie była rozbudowywana, stopniowo przekształcając się w ośrodek miejski.
Przypuszczalnie schronił się tam Drogowit przed armią Karola Wielkiego w 789. W dokumentach pisanych wspomniana po raz pierwszy w 928  w formie Brennaburg (hybryda słowiańsko-niemiecka). Oblegana zimą 928–929 przez króla niemieckiego Henryka I Ptasznika. Od 948 siedziba biskupa (jedna z dwóch pierwszych na Połabiu). W 983 podczas powstania plemion wieleckich Brenna została zdobyta, a biskupi wygnani. W 991 w wyprawie i oblężeniu Brenny przez cesarza Ottona brał udział Mieszko I, a w 992 cesarza wsparł swoimi wojami Bolesław Chrobry.
W latach 1153–1157 gród księcia Jaksy z Kopanicy, lennika Polski. Walki o Brennę pomiędzy Słowianami a Niemcami trwały z przerwami do 1157 (m.in. w 1100 zdobył ją margrabia Marchii Północnej Lotar Udo III), kiedy ostatecznie została zdobyta. Od 1157 centrum Brandenburgii, w drugiej połowie XII wieku stolica Marchii Brandenburskiej (Północnej), z czasem utraciła znaczenie na rzecz Berlina.